# Marked for Death
Marked for Death (prt: Marcado para Matar; bra: Marcado para a Morte) é um filme estado-unidense de 1990, estrelado por Steven Seagal. O filme foi um sucesso de público arrecadou mais de 58 milhões de dólares contra um orçamento de 12 milhões.

## Elenco
- Steven Seagal como John Hatcher
- Basil Wallace como Screwface
- Keith David como Max
- Tom Wright como Charles
- Joanna Pacuła como Leslie
- Elizabeth Gracen como Melissa Hatcher
- Danielle Harris como Tracey Hatcher
- Al Israel como Tito Barco
- Arlen Dean Snyder como Duvall
- Victor Romero Evans como Nesta
- Michael Ralph como Money
- Danny Trejo como Hector
- Jeffrey Anderson-Gunter como Nago
- Peter Jason como Pete Stone